# Biotický faktor

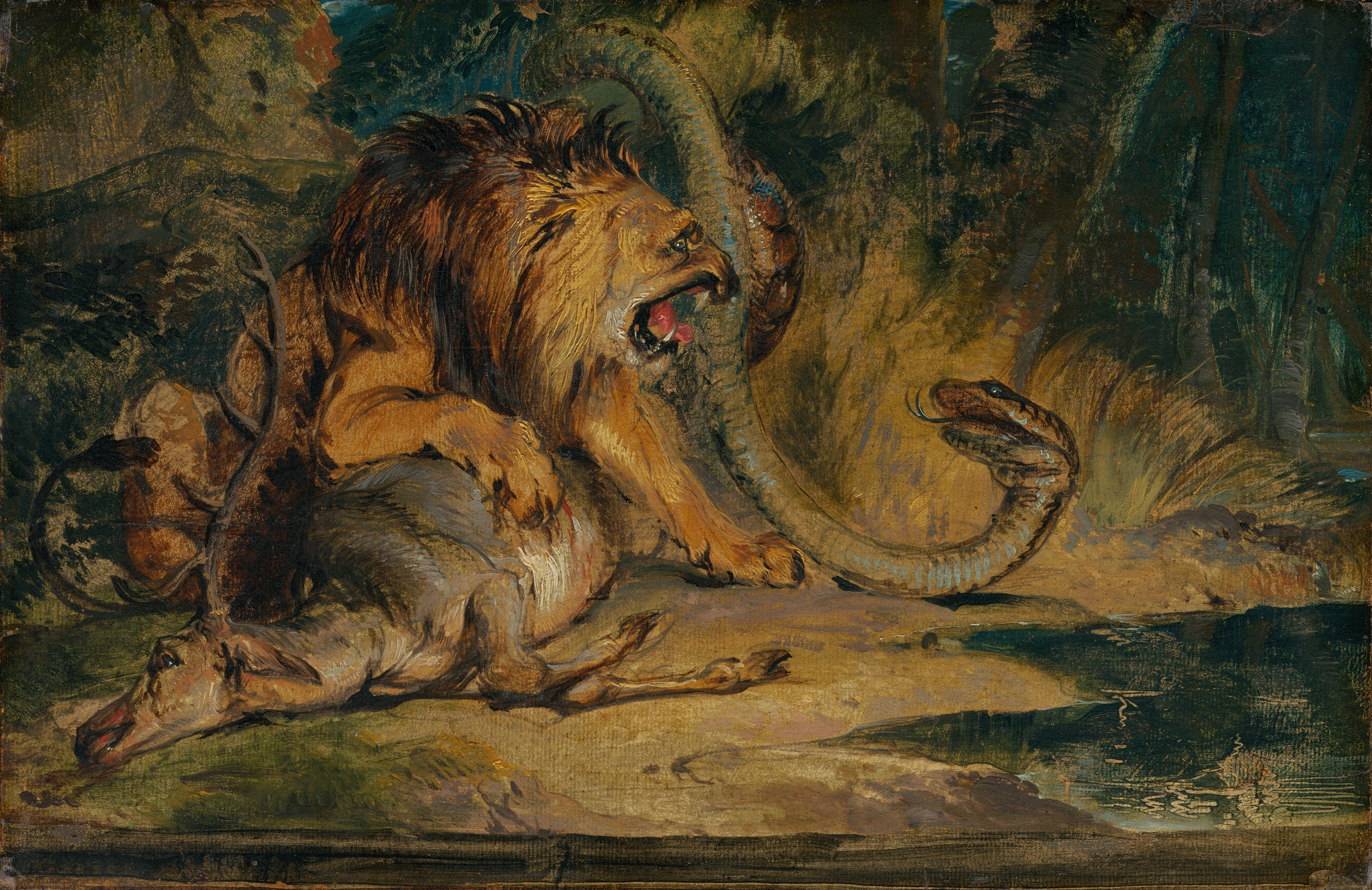
Mezidruhová kompetice o kořist v díle E. H. Landseera (National Gallery of Art, Washington D. C.).

Biotický faktor čili životný faktor je faktor prostředí působící na organismus. Původcem jsou ostatní živé organismy.
Je dán přítomností živých organismů na rozdíl od abiotického faktoru, který je dán přítomností neživých látek. Oba faktory mají vliv na velikost a hustotu populace organismů.
Biotický faktor jako působení organismu na jiný organismus může být buď přímý (je dán predací čili požíráním jednoho organismu druhým, parazitismus aj.), nebo nepřímý (je dán zastíněním, rozkladem uhynulých organismů, změnou fyzikálních nebo chemických vlastností půdy v důsledku alelopatie aj).
Biotické faktory můžeme v zásadě chápat jako vliv organické hmoty na život organismu a vztahy mezi živými organismy samotnými. Tyto vztahy mohou být buď vnitrodruhové (např. vnitrodruhová kompetice o zdroje), kterými se zabývá populační ekologie, nebo mezidruhové (např. symbióza dvou druhů, mezidruhový parazitismus apod.), kterými se zabývá ekologie společenstev a které vznikají tzv. překryvem nik, tedy střetem společných nároků zainteresovaných druhů na prostředí.
Typy mezidruhových vztahů mezi organismy jsou:
- neutrální – tzv. neutralismus, nedochází k překryvu nik (např. kos a kapr – každý má zcela odlišné nároky na prostředí);
- negativní – druh působí negativně na jiný druh nebo druhy působí negativně na sebe navzájem; patří mezi ně alelopatie (amensálismus), kompetice, predace a parazitismus;
- pozitivní – druh působí pozitivně na jiný druh; patří mezi ně komenzálismus, mutualismus a protokooperace.